# 美国第三航空队
第三航空隊（英語：Third Air Force）是美国驻欧空军下属的一个编号航空隊，指揮部位于德国的拉姆施泰因空军基地。